# Zhang Zhung
 (septembre 2010).
Si vous disposez d'ouvrages ou d'articles de référence ou si vous connaissez des sites web de qualité traitant du thème abordé ici, merci de compléter l'article en donnant les références utiles à sa vérifiabilité et en les liant à la section « Notes et références ».
-500–625
Entités suivantes :
- Empire du Tibet

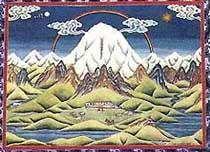
Thangka Bön décrivant le mont Kailash, centre spirituel du Zhang Zhung

Dans les sources historiques et les légendes tibétaines médiévales, Zhang Zhung, Shang Shoung ou Shang Shung (tibétain : ཞང་ཞུང་, Wylie : zhang zhung, THL : shyangshyung) est le nom d’un royaume occupant l’actuel préfecture de Ngari, à l'Ouest de la Région autonome du Tibet, en République populaire de Chine, qui a été conquis militairement par l’Empire du Tibet (629 – 877) au VIIe siècle, sous le règne de Songtsen Gampo. Il est appelé Yangtong (羊同) ou Xiangxiong (象雄) dans les sources chinoises. La tradition de la religion chamanique Bonpo prétend que c’est de là que vint le Bön Yungdrung, précurseur du bouddhisme tibétain après syncrétisme avec le bouddhisme. Dans la longue histoire des rivalités entre les religions bonpo et bouddhiste, le royaume occupe la place symbolique de l’« autre Tibet », opposé à l’empire tibétain. 
En raison d’obstacles géographiques, culturels et politiques, l’exploration archéologique du Tibet occidental a démarré timidement il y a moins de vingt ans. Ses découvertes prometteuses ont encouragé l’Académie des sciences sociales du Tibet à s’associer aux recherches depuis quelques années.

## Sources tibétaines
Selon les Annales du lac Manasarovar, le Zhang Zhung comprenait 18 royaumes, probablement des chefferies, centrés autour du mont Kailash, et occupait une vaste superficie comprise entre le Ladakh, Jalandhara au Punjab, le Mustang, le Tibet central, la bordure nord du plateau de Changthang et Shanshan (Loulan) dans le désert du Taklamakan. D’autres sources mentionnent trois régions : interne (Phug-pa), médiane (Bar-ba) et externe (sGo-ba), la dernière s’étendant de Gilgit à l’ouest aux environs du lac Namtso à l’est, et du Khotan au nord à Mukthinath (Mustang) au sud.
La capitale, Khyunglung Ngülkhar, « Palais d’argent de la vallée de Garuda », pourrait correspondre aux ruines découvertes dans le village de Khyunglung au sud-ouest du Kailash, dans la vallée du Sutlej (District de Kinnaur, État d'Himachal Pradesh en Inde). Cette vallée est d’ailleurs nommée Shambhala (« Terre de bonheur » mythique du bouddhisme tantrique) dans certains textes bön. Le fort de Chugtso Dropo, sur les rives du lac sacré Dangra, aurait été sa principale construction militaire.
Les griefs de la princesse Semarkala, sœur du roi Songtsen Gampo, contre son mari, Likmikya, roi du Zhang Zhung, auraient servi de prétexte à son annexion par l'empire du Tibet après l'assassinat de Likmikya par les soldats de Songtsen Gampo.

## Archéologie
L’environnement actuel du Tibet occidental froid et aride, peu peuplé, a longtemps fait douter qu’il ait pu s’y développer une culture capable d’influencer les régions voisines. Néanmoins, les analyses de pollen et de cernes indiquent qu’il régnait sur l’ensemble du plateau tibétain avant 1500 av. J.-C. des conditions climatiques assez favorables, qui se seraient progressivement dégradées jusqu’à le rendre difficilement habitable à la fin du premier millénaire de l’ère chrétienne, époque à laquelle on assiste à la montée des royaumes des vallées du sud. 
L’exploration du plateau du Changthang, entreprise à partir du début des années 1990 par John Belleza, a permis de repérer plus de 500 sites remontant à l’âge du fer. L’ensemble présente une nette parenté avec les cultures d’Asie centrale. Ils comprennent :
- des ruines de forts ou citadelles situées sur les hauteurs ; la menace principale devait être des populations scythes ;
- des tombes parfois rassemblées en grand nombre (jusqu’à une dizaine de milliers) marquées par des pierres dressées ; certaines, de 60 m. de côté, abritent probablement des chefs ou des prêtres. En raison de considérations à la fois religieuses et administratives, aucune n’a encore été fouillée, mais des projets sont à l’étude en collaboration avec l’académie des sciences sociales du Tibet.
- des constructions de pierre composées de pièces sans fenêtre aux murs arrondis et plafonds encorbellés, situées sur les flancs des vallées reculées, probablement lieux de culte ;
- plus de 100 sites de pictogrammes ou pétroglyphes souvent situés à proximité des tombes ou des ruines. Ils représentent surtout des animaux, avec une forte proportion de yacks et de chevaux, et des chasseurs armés d’arcs ; certaines figures pourraient être des divinités ou des chamans.

## Langue
Quelques documents du XIe siècle, comme le mdzod phugs (abhidhamma bonpo), se présentent comme des textes bilingues zhang-zhung/tibétain ; certains termes viennent du kinnaur. Néanmoins, des linguistes ont fait remarquer l’absence de marqueurs sémantiques et ont proposé qu’il s’agirait d’une reconstitution artificielle destinée à conférer à ces textes un cachet d’authenticité.
Il existe une écriture zhang-zhung dont des auteurs tibétains, comme Namkhai Norbu Rinpoché, affirment qu’elle est à l’origine de l’écriture tibétaine. Il n'existe que des sources fragmentaires en zhang-zhung.
Il existe actuellement un dialecte zhang-zhung, langue de la famille himalayenne du tibéto-birman, parlé par quelque 2000 locuteurs vivant dans la vallée de Sutlej. Néanmoins, il n’est pas prouvé qu’il soit l’héritier de l’ancienne langue principale du royaume de Zhang Zhung.

## Berceau duYungdrung
Selon la tradition bonpo, l’« enseignement parfait » du dzogchen se transmit tout d’abord au Zhang Zhung, comme en témoigne le nom de son texte principal, Tradition orale du Zhang Zhung (Zhang-zhung Nyan-gyud). Le Bön se présentant comme une tradition similaire[réf. nécessaire] et parallèle au bouddhisme, remontant à un maître plus ancien que le Bouddha, une hypothèse propose que cette religion aurait commencé d’exercer son influence tout d’abord au Tibet occidental, depuis la Perse. 
Les prêtres du Zhang Zhung auraient porté, comme les rois, des coiffes à cornes et des turbans de soie blanche, et des manteaux de peaux de fauves. Dans certains textes, le souverain est nommé « merveilleuse présence lumineuse » ; il était peut-être considéré comme une incarnation divine.